# Йоан Кантакузин (пинкерний)
 Йоан Комнин Ангел Кантакузин (на гръцки: Ἱωάννης Κομνηνός Άγγελος Καντακουζηνός) е византийски аристократ от средата на XIII век, дука на тема Тракезион в Мала Азия през 1244 – 1249 г., достигнал до дворцовия ранг на пинкерний (чашник) в императорския двор на Никейската империя. През 1249 г. оглавява експедицията на Йоан III Дука Ватаци срещу генуезците, които атакували остров Хиос при отсъствието на неговия управител Йоан Гавала. Към края на живота си приема монашество и името Йоаникий.

## Произход и семейство
За произхода на Йоан Кантакузин се знае изключително малко. В историята на Георги Пахимер той се среща единствено с фамилното си име Кантакузин. От една епиграма на Максим Плануд, посветена на константинополския манастир Свети Йоан Критски, възобновен от дъщерята на Йоан Кантакузин, става ясно, че Йоан е бил внук на севастократор Йоан Дука Ангел – син на Константин Ангел и на византийската принцеса Теодора Комнина, която е дъщеря на император Алексий I Комнин. Вероятно майката на Йоан е била дъщеря на севастократор Йоан Ангел и се е падала сестра на владетелите на Епирското деспотство Михаил I, Теодор и Мануил Комнин. Допуска се, че баща на Йоан Кантакузин е Михаил Кантакузин, роднина и поддръжник на император Алексий III Ангел. Въпреки впечатляващото си родословие, Йоан Кантакузин достига единствено до сравнително средния дворцов ранг на пинкерний в двора на император Йоан III Ватаци, при чието управление е и дука на тема Тракезион от 1244 до 1249 г. От ноември 1242 г. датира една грама, издадена от пинкерний Йоан Кантакузин, с която той освобождава малоазийския манастир Хиера-Ксерохорафион от всички търговски такси, събирани в катепаната Анеа и Меандър. Въпросната грама Йоан Кантакузин е подписал с името Йоан Комнин Кантакузин.
Около 1240 г. Йоан Кантакузин се жени за Ирина Комнина Палеологина, която е по-голяма сестра на бъдещия император Михаил VIII Палеолог. От нея Йоан има четири дъщери:
- Анна Палеологина Кантакузина
- Мария Палеологина Кантакузина
- Теодора Палеологина Кантакузина[5]
- Евгения Палеологина Кантакузина

Към края на живота си Йоан Кантакузин приема монашество и името Йоаникий. Заедно с него монашество приема и съпругата му Ирина. Годината на смъртта му е неизвестна, но към 1257 г. той вече бил покойник.